# Stazioni spaziali di Star Trek
Le stazioni spaziali di Star Trek sono delle stazioni spaziali immaginarie che appaiono nell'universo fantascientifico di Star Trek. In esso sono presenti diversi tipi di stazione spaziale caratterizzate da configurazioni che si differenziano per la loro teorica funzione, in base al periodo di progettazione - legato anche allo stile del design in voga quando i modelli sono stati presentati - e alle razze che popolano detto universo.

## Federazione Unita dei Pianeti

### Base Stellare 1
La Base Stellare 1 (in inglese Starbase 1) è la più antica base stellare terrestre e si trova ad orbitare attorno a Giove.

### Deep Space Station K-7
Deep Space Station K-7 o Space Station K-7 è una stazione spaziale della Federazione dei Pianeti Uniti. La stazione è stata costruita nel XXII secolo dalla Flotta Stellare, ma viene mantenuta da personale civile. Si trova nelle vicinanze del Pianeta di Sherman e di un avamposto Klingon. Il disegno della stazione spaziale K-7 era basato sugli autentici progetti per una stazione spaziale della Douglas Aircraft Company.
In data stellare 4523.3 (anno 2267), grazie a Cyrano Jones, la stazione viene infestata da 1.771.561 triboli, che divorano il grano quadrotritticale immagazinatovi, il quale però era stato avvelenato dai Klingon, causando la morte della maggior parte dei triboli. (TOS: Animaletti pericolosi)

### Deep Space Nine
Deep Space Nine, originalmente Terok Nor, è una stazione spaziale della Federazione dei Pianeti Uniti gestita congiuntamente da forze della Flotta Stellare e del pianeta ad essa antistante Bajor e strategicamente nelle vicinanze del tunnel spaziale bajoriano. La stazione è stata originalmente progettata dai Cardassiani, all'epoca della loro occupazione di Bajor, che le avevano dato il nome di Terok Nor.
La stazione spaziale Deep Space Nine è al centro delle avventure raccontate dalla serie televisiva Star Trek: Deep Space Nine (1993-1999).

### Hangar spaziale terrestre
L'hangar spaziale terrestre (in inglese Earth Spacedock) è una struttura gigantesca a forma di "fungo" di proprietà della Flotta Stellare, costruita nel 2285 e in orbita stazionaria attorno alla Terra. Può contenere al suo interno numerose navi stellari.

### Regula One
Regula One è una base spaziale scientifica costruita nel XXIII secolo, orbitante attorno al pianeta Regula, nel settore Mutara del quadrante Beta della galassia. Si trova a poca distanza dal sistema Ceti Alpha.
In data stellare 8130.3 (anno 2285), la stazione viene utilizzata come base operativa per il progetto Genesis, dove operano la dottoressa Carol Marcus e il figlio di lei e del capitano Kirk, David. Assaltata da Khan, che ne uccide quasi tutto l'equipaggio, la stazione viene abbandonata da Carol e David Marcus che si rifugiano sul pianeta Regula, dove hanno iniziato l'esperimento Genesis e da cui Khan sottrae loro il dispositivo Genesis. (Star Trek II - L'ira di Khan)

## Impero Cardassiano

### Empok Nor
Empok Nor è una stazione spaziale cardassiana, gemella di Terok Nor. La stazione è stata costruita dai Cardassiani, che, all'epoca degli avvenimenti narrati in Star Trek: Deep Space Nine, l'hanno abbandonata non ritenendo più di importanza strategica il settore in cui si trova.
In data stellare 50901.7 (anno 2373), la stazione viene visitata da un gruppo di membri dell'equipaggio di Deep Space Nine capeggiato da Miles O'Brien, perché bisognosi di pezzi di ricambio. Qui vi rivengono due soldati Cardassiani ibernati che, rianimati e sotto l'effetto di una droga che li rende aggressivi, fanno esplodere il Runabout e uccidono due membri dell'equipaggio di Deep Space Nine. I due Cardassiani vengono quindi uccisi da Garak. (DS9: Empok Nor)